# ギンガム

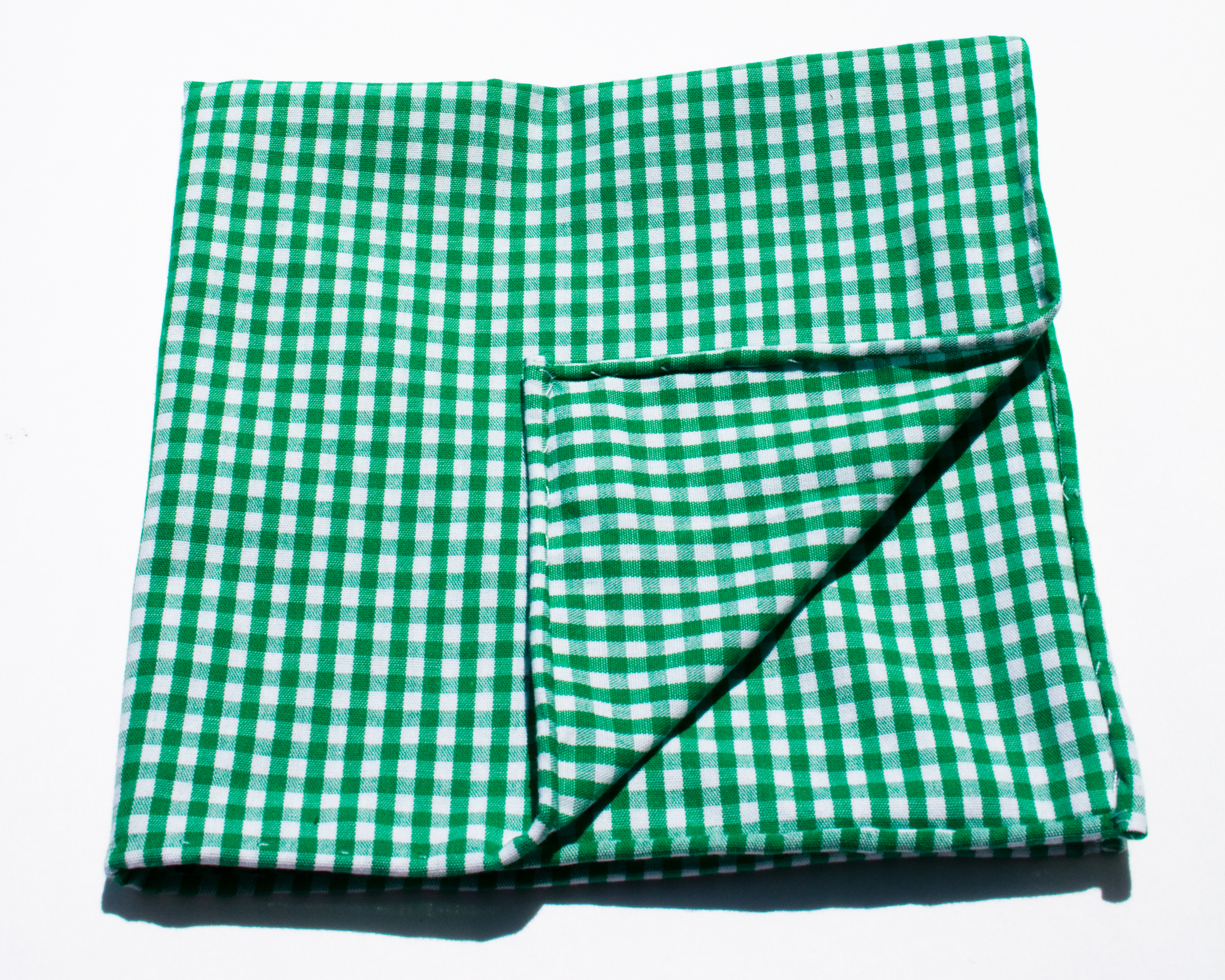
緑と白のハンカチ

ギンガム（英: Gingham、仏: Vichy）は、平織りの綿織物の一種。
チェック（格子模様）である場合が多く、その模様自体をギンガムチェックと呼ぶ。

## 概要
名称の由来は諸説あるが、その一つとしてマレー語のGenggang（意味は「縞模様」）が挙げられる。また、フランスの地方名であるGuingamp（ガンガン）を由来とする説もある。
当初はストライプ柄をギンガムと呼んでおり、例えば1828年のロンドンの雑誌にはpink striped ginghamという記述が見られる。また、ヴィクトリア朝時代のアンブレラは、その柄からa gingham と呼ばれていたこともあったという説もある。
なお、60番手の綿糸を用いた上質なものを、シャンブレーギンガムと呼ぶ場合もある。
また、ギンガムより地薄の織物（綿織物、毛織物）をZephyr（ゼファー）と呼ぶ定義もある。

## 使用例
『オズの魔法使い』の1939年の映画版では、主人公のドロシーが、青と白のギンガムのワンピースを着用している設定だった。
女優のブリジット・バルドーはピンクのヴィシー・チェックを好んだといわれる。1959年の2度目の結婚の際に着用し、ブームとなった。
ギンガム柄のボタンダウンシャツ（イギリスのブランド「ベンシャーマン」など）は、モッズファッションのアイテムの一つとして1960年代から用いられている。また、モッズコートの裏地として使用されることもある。 
神戸屋レストランは1987年から、ギンガムチェックの青いエプロンを店員の制服に用いている。
マンチェスター・ユナイテッドFCは、2012/13シーズンに、濃淡の赤を用いたギンガム調のユニフォームを採用している。